# لوسي أيوب
لوسي أيوب (بالعبرية: לוסי איוב؛ ولدت يونيو 1992) شاعرة ومقدمة برامج تلفزيونية وإذاعية إسرائيلية، شاركت في استضافة مسابقة الأغنية الأوروبية 2019 إلى جانب عاصي عازر، وبار رفائيلي وإريز طال.

## نشأتها
ولدت لوسي أيوب في مدينة حيفا في إسرائيل. وهي ابنة أب مسيحي عربي، وأم من يهودية أشكنازية اعتنقت المسيحية بعد زواجها. لدى لوسي أيوب أخ واحد وثلاث أخوات. كانت جدة أبوها ابنة لاجئين فلسطينيين فروا إلى لبنان خلال الحرب العربية الإسرائيلية 1948، وتركوها في دير في إسرائيل، وثم تبنتها سيدة عربية مسيحية تدعى لوسي خيّاط. وكان أجدادها من أمها من الناجين من الهولوكوست: كان جدها من جهة الأم في معسكر اعتقال نازي، بينما نجت جدتها من جهة الأم وهي رومانيا عندما كانت طفلة.
التحقت بمدرسة راهبات الكرمل الكاثوليكية في حيفا. كتبت قصصاً وقصائد باللغتين العربية والعبرية. هي أيضاً تحتفل بكل من العطلتين المسيحية واليهودية مع أجزاء مختلفة من عائلتها، بينما تعتبر نفسها شخص ملحداً، عن ذلك تقول :
| لوسي أيوب | أنا ملحدة ولا يعني شيئًا بالنسبة لي أنني تعمدت في الكنيسة | لوسي أيوب |

خدمت في الجيش الإسرائيلي، وخدمت لمدة عامين كمدرب محاكاة الطيران في سلاح الجو الإسرائيلي. التحقت في عام 2016، لدرسة الفلسفة والسياسة والاقتصاد والقانون في جامعة تل أبيب.

## روابط خارجية
- لوسي أيوب على موقع IMDb (الإنجليزية)

- لوسي أيوب على إنستغرام